# Liste der Museen in Genua
Dies ist eine Liste der Museen der italienischen Hafenstadt Genua:

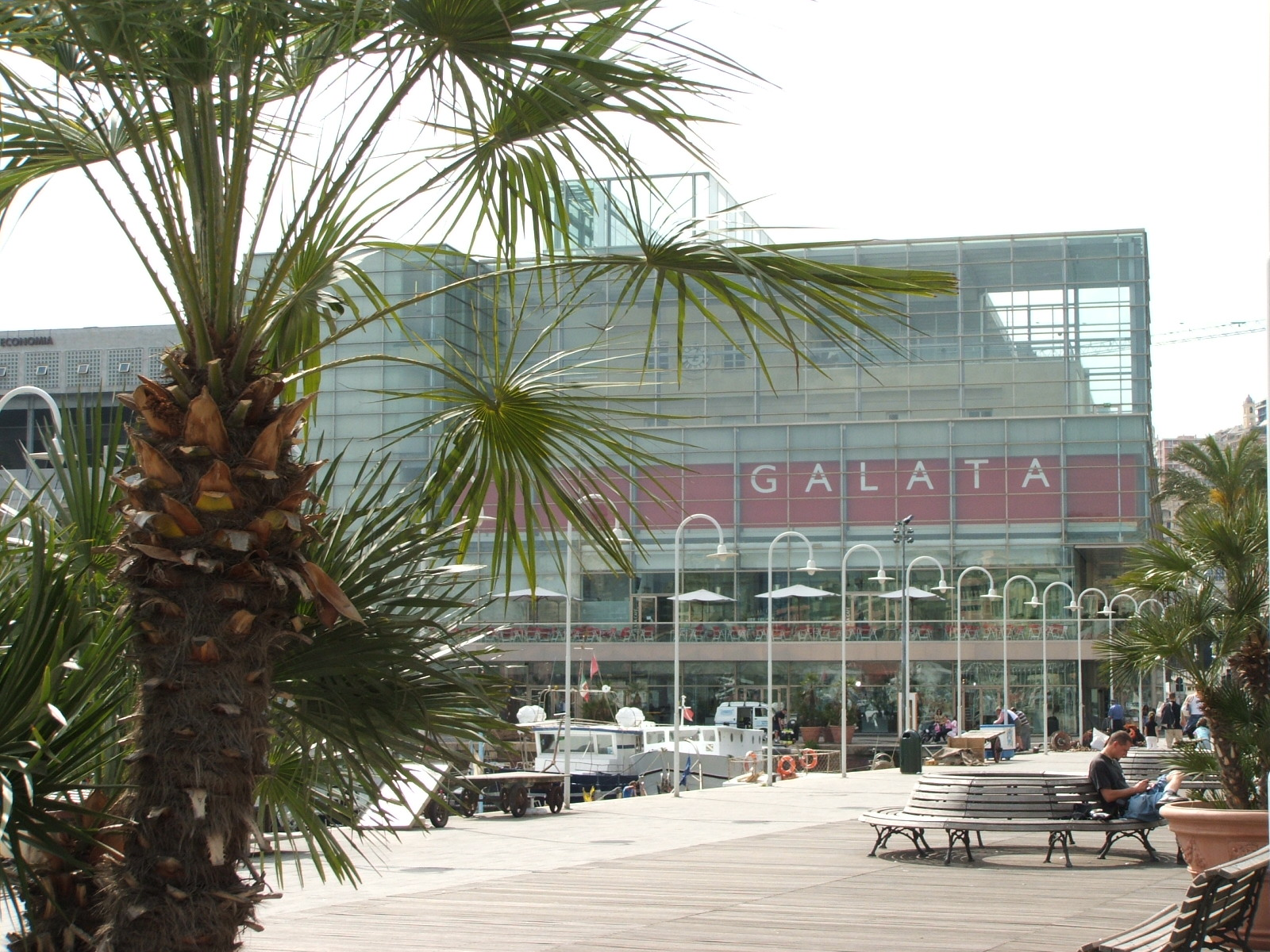
Meeresmuseum Galata

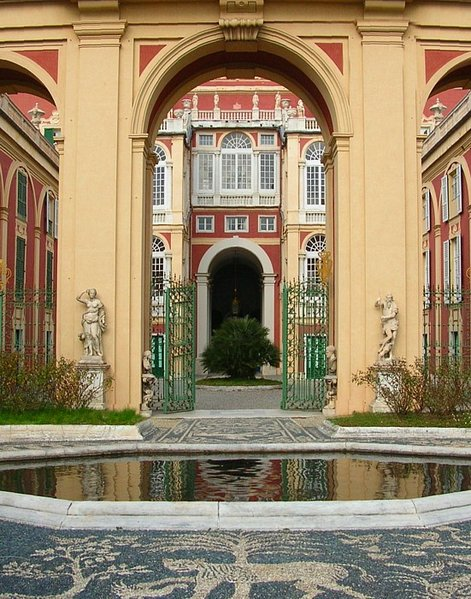
Palazzo Reale

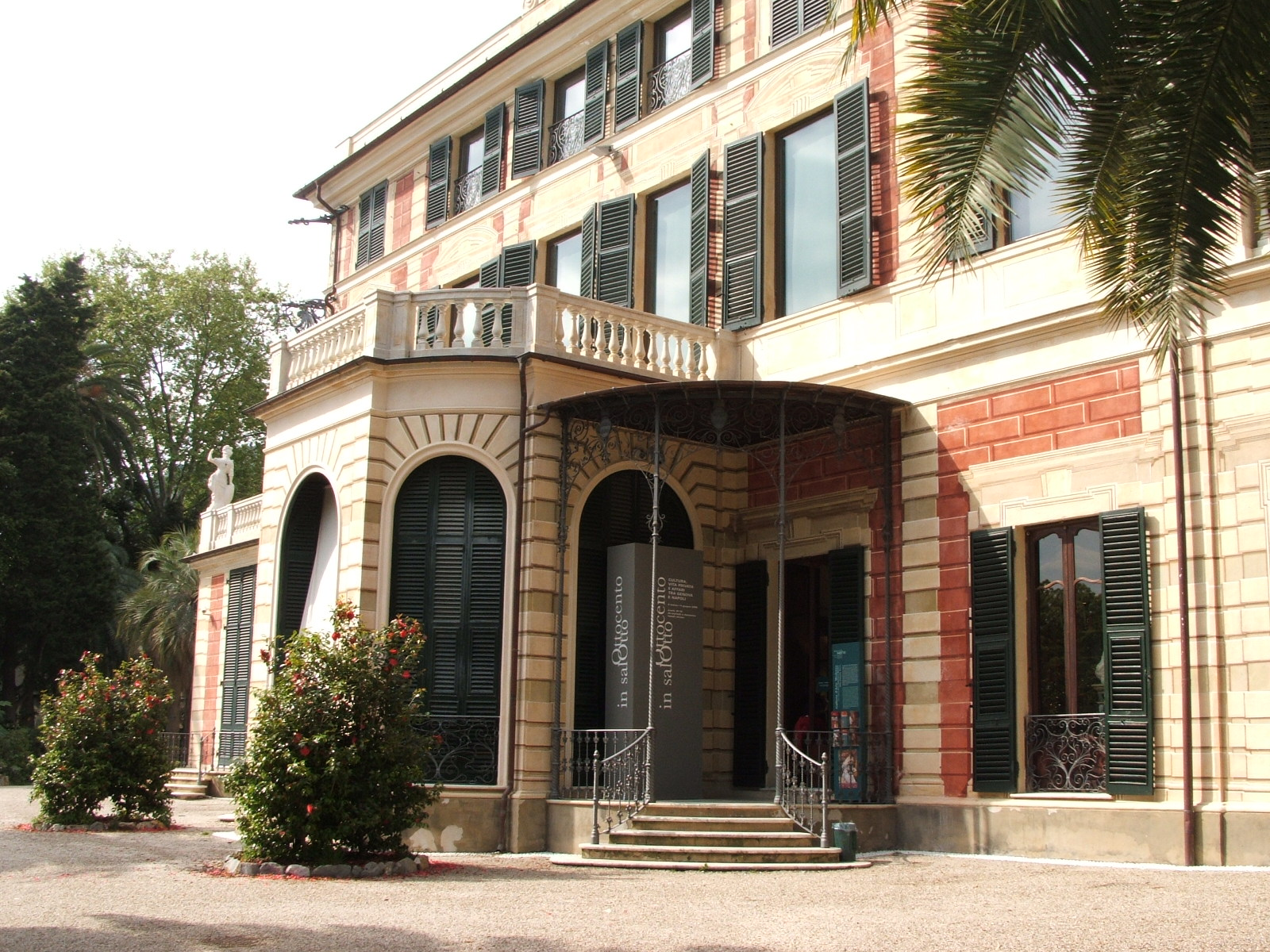
Galleria d’Arte Moderna

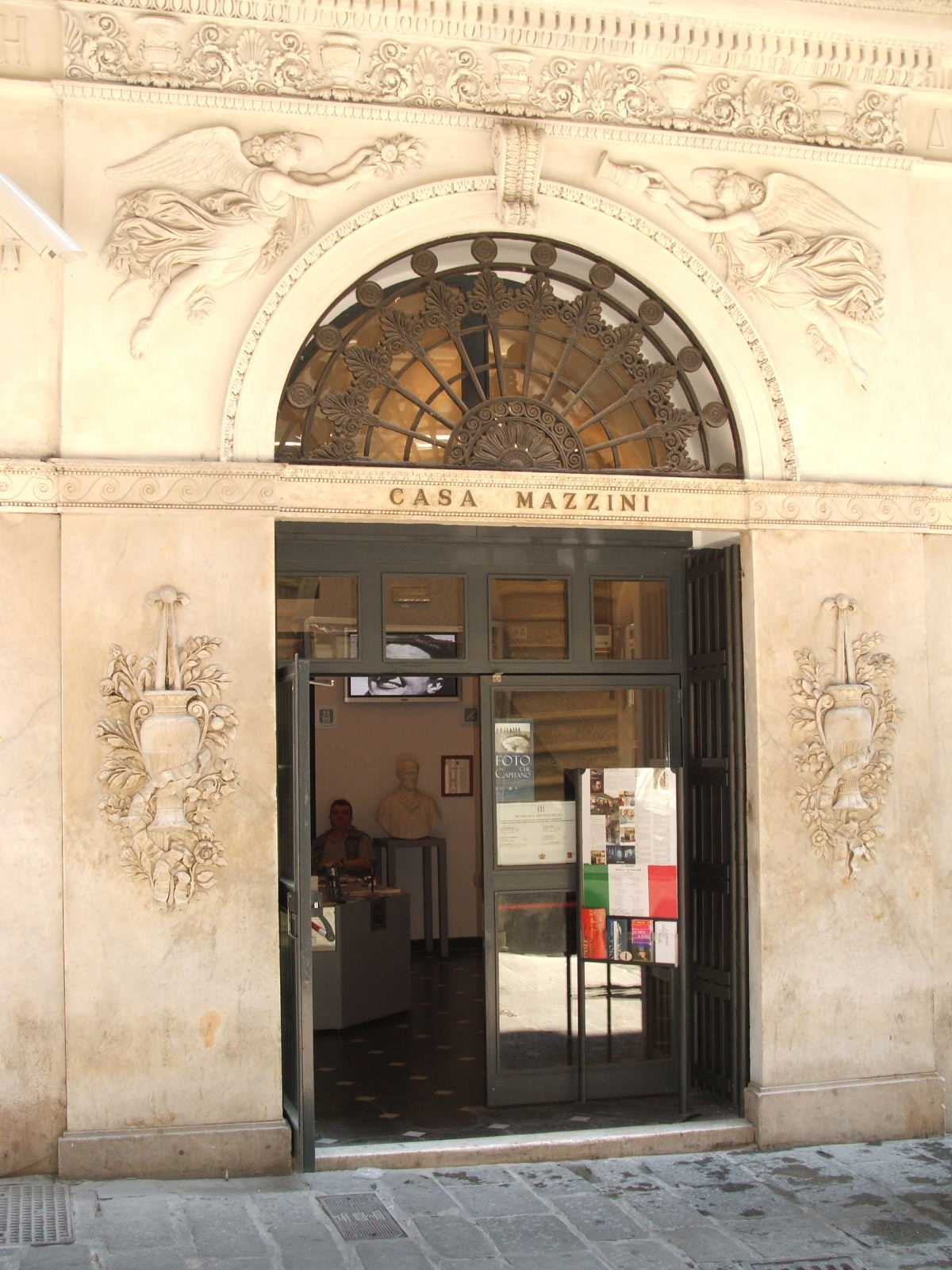
Museo del Risorgimento

## A
- Accademia Ligustica di Belle Arti
- Acquario di Genova

## C
- Castello Mackenzie
- Castello d’Albertis
- Museo delle culture del mondo

## D
- Museo diocesano di Genova

## F
- Sammlung Frugone (Raccolte Frugone)

## G
- Meeresmuseum Galata (Galata - Museo del mare)
- Galleria d’Arte Moderna
- Museo Speleologico del Monte Gazzo

## L
- Museo della Lanterna
- Torre della Lanterna

## M
- Museattivo Claudio Costa
- Museo Giannettino Luxoro
- Museo d’arte contemporanea Villa Croce
- Museo d’arte orientale Edoardo Chiossone
- Museo del Risorgimento e istituto mazziniano
- Museo del tesoro della cattedrale di San Lorenzo
- Museo delle musiche dei popoli
- Museo di Sant'Agostino
- Museum für Ligurische Archäologie (Museo di archeologia ligure)

## N
- Nationales Museum der Antarktis Felice Ippolito (Museo nazionale dell'Antartide Felice Ippolito)

## P
- Palazzo Ducale
- Palazzo Luca Grimaldi (Palazzo Bianco)
- Palazzo Niccolò Grimaldi (Rathaus)
- Palazzo Reale
- Palazzo Ridolfo e Giovanni Francesco Brignole Sale (Palazzo Rosso)
- Palazzo del Principe

## R
- Museo della Resistenza Europea in der Casa dello Studente

## S
- Museo di Santa Maria di Castello
- Museo di storia naturale Giacomo Doria

## V
- Villa Durazzo-Pallavicini

## W
- Wolfsoniana